# Distretto di Bodrum
Il distretto di Bodrum (in turco Bodrum ilçesi) è uno dei distretti della provincia di Muğla, in Turchia.